# Ténor (film)
Ne doit pas être confondu avec Ténor.
Pour plus de détails, voir Fiche technique et Distribution.

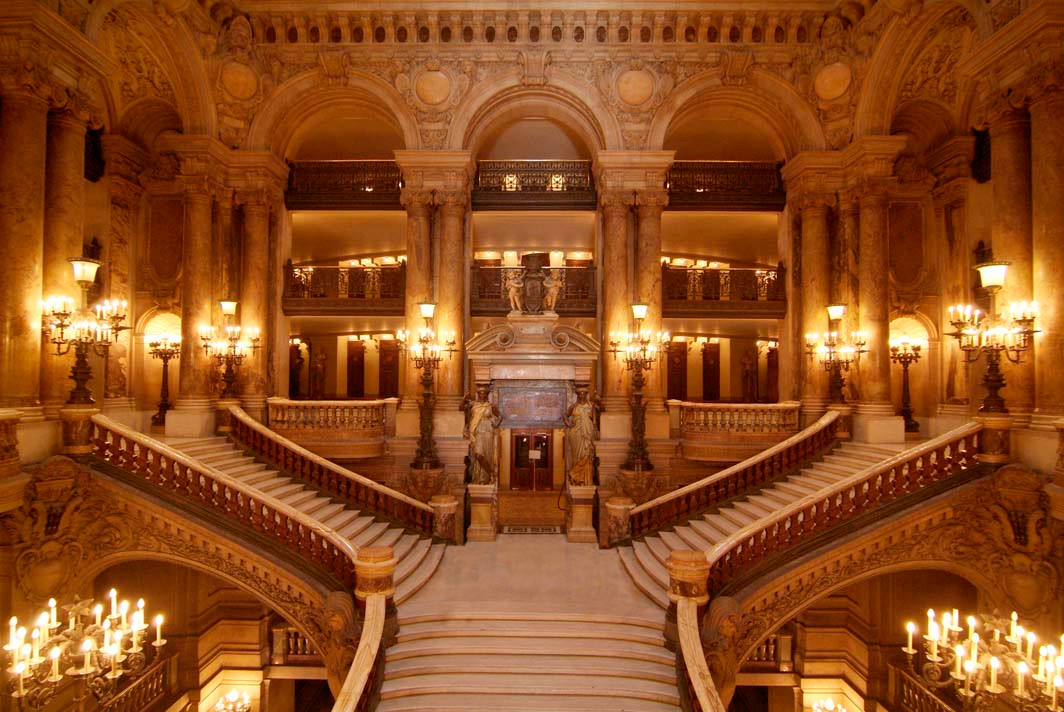
Opera Garnier.

Ténor est un film français réalisé par Claude Zidi Jr. et sorti en 2022.

## Synopsis
Antoine, jeune banlieusard parisien, étudie la comptabilité sans grande conviction, fait du rap et livre des sushis. Lors d'une livraison à l'Opéra Garnier, sa route croise celle de Madame Loyseau, professeur de chant. Elle détecte en Antoine un talent brut à faire éclore et lui fait découvrir cette forme d'expression qu'est le chant lyrique. Il se laisse convaincre de suivre son enseignement.

## Fiche technique
- Titre original : Ténor
- Réalisation : Claude Zidi Jr.
- Scénario : Cyrille Droux, Raphaël Benoliel et Claude Zidi Jr., en collaboration avec Héctor Cabello Reyes
- Musique : Laurent Perez del Mar
- Décors : Lise Péault
- Costumes : Lenaïg Periot-Boulbe
- Photographie : Laurent Dailland
- Montage : Benjamin Favreul
- Production déléguée : Raphaël Benoliel, Cyril Hanouna et Stéphane Hasbanian
- Production exécutive : Raphaël Benoliel
- Sociétés de production : Firstep, Darka Movies ; coproduction : Studiocanal
- Société de distribution : Studiocanal
- Pays de production :  France
- Langue originale : français
- Format : couleur — 2,35:1
- Genre : comédie
- Durée : 100 minutes
- Dates de sortie :
  - France : 7 avril 2022 (Rencontres du cinéma de Gérardmer)[1],[2],[3] ; 4 mai 2022 (sortie nationale)
  - Belgique, Suisse romande : 4 mai 2022

## Distribution
- Michèle Laroque : Madame Marie Loyseau
- MB14 : Antoine Zerkaoui
- Guillaume Duhesme : Didier Zerkaoui, le grand frère d'Antoine
- Maéva El Aroussi : Samia
- Samir Decazza : Elio
- Marie Oppert : Joséphine Olszewski
- Louis de Lavignère : Maxime Lacère
- Stéphane Debac : Pierre
- Roberto Alagna : lui-même
- Bruno Gouery : M. Moreau, professeur de comptabilité
- Guy Amram : le gardien de prison
- Doudou Masta : frère de Samia
- Lilian Dugois : un ami d'Antoine

## Production
Le réalisateur découvre l'acteur principal en regardant la cinquième saison de The Voice : La Plus Belle Voix et cite comme références cinématographiques Steven Spielberg, l'humour des films de super-héros Marvel, la saga Fast and Furious, le plus sérieux film BAC Nord ou Billy Elliot.

## Musique
Parmi les musiques additionnelles :
- MB14 (générique) ;
- Un bel dì, vedremo de Madame Butterfly de 1904 de Giacomo Puccini.
- Una furtiva lagrima de l'élixir d'amour de 1832 de Donizetti
- La donne è mobile de Rigoletto de1851 de Verdi
- Libiamo ne' lieti calici de La traviata de 1853 de Giuseppe Verdi.
- Au fond du temple saint (en) des Pêcheurs de perles de 1863 de Georges Bizet.
- Madamina, il catalogo è questo de Don Giovanni de 1787 de Wolfgang Amadeus Mozart.
- Nessun dorma de Turandot de 1924-1926 de Giacomo Puccini.

## Accueil

### Critiques
Il obtient une note moyenne sur Allociné de 3/5 pour 11 titres de presse.
Les Fiches du cinéma considère qu'à force de vouloir éviter les clichés, le premier long métrage solo de Claude Zidi Jr. tombe dans la mièvrerie et les clichés bien intentionnés, ce qui fait dire à trois magazines, Télérama, La Voix du Nord et Le Journal du dimanche que le scénario est « cousu de fil blanc ». Pour Causeur, le premier film du « fils de » ne restera malheureusement pas dans les mémoires.

### Box office
Avec 104 000 entrées pour plus de 400 copies, en premier weekend, le film comptabilise finalement plus de 341 000 entrées.

## Distinction
- Sélection aux Rencontres du cinéma de Gérardmer 2022[3]